# Arflex
Arflex est une entreprise italienne qui produit du mobilier design. Elle fait partie du groupe Seven Salotti depuis 1995.

## Historique

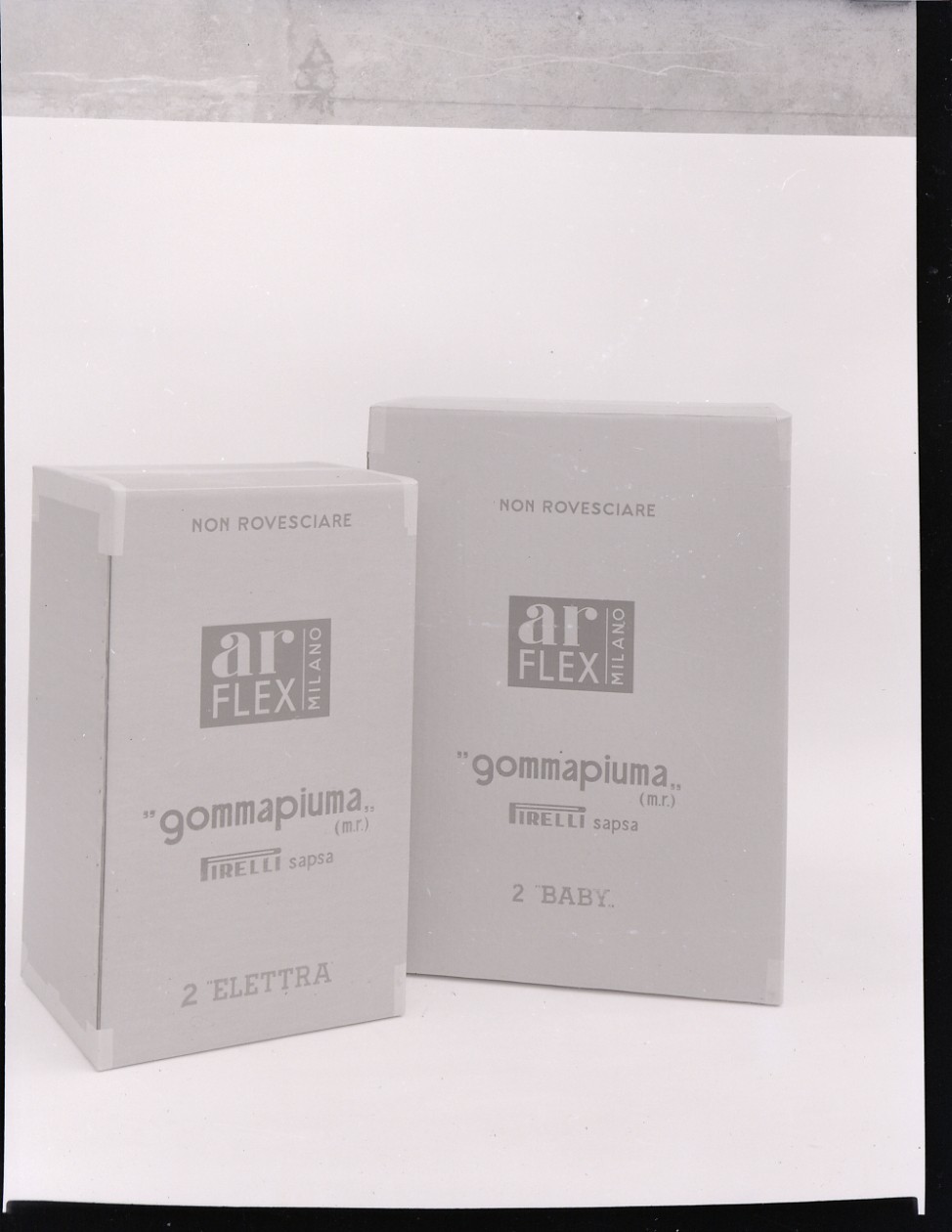
Cartons de mousse polyuréthane.

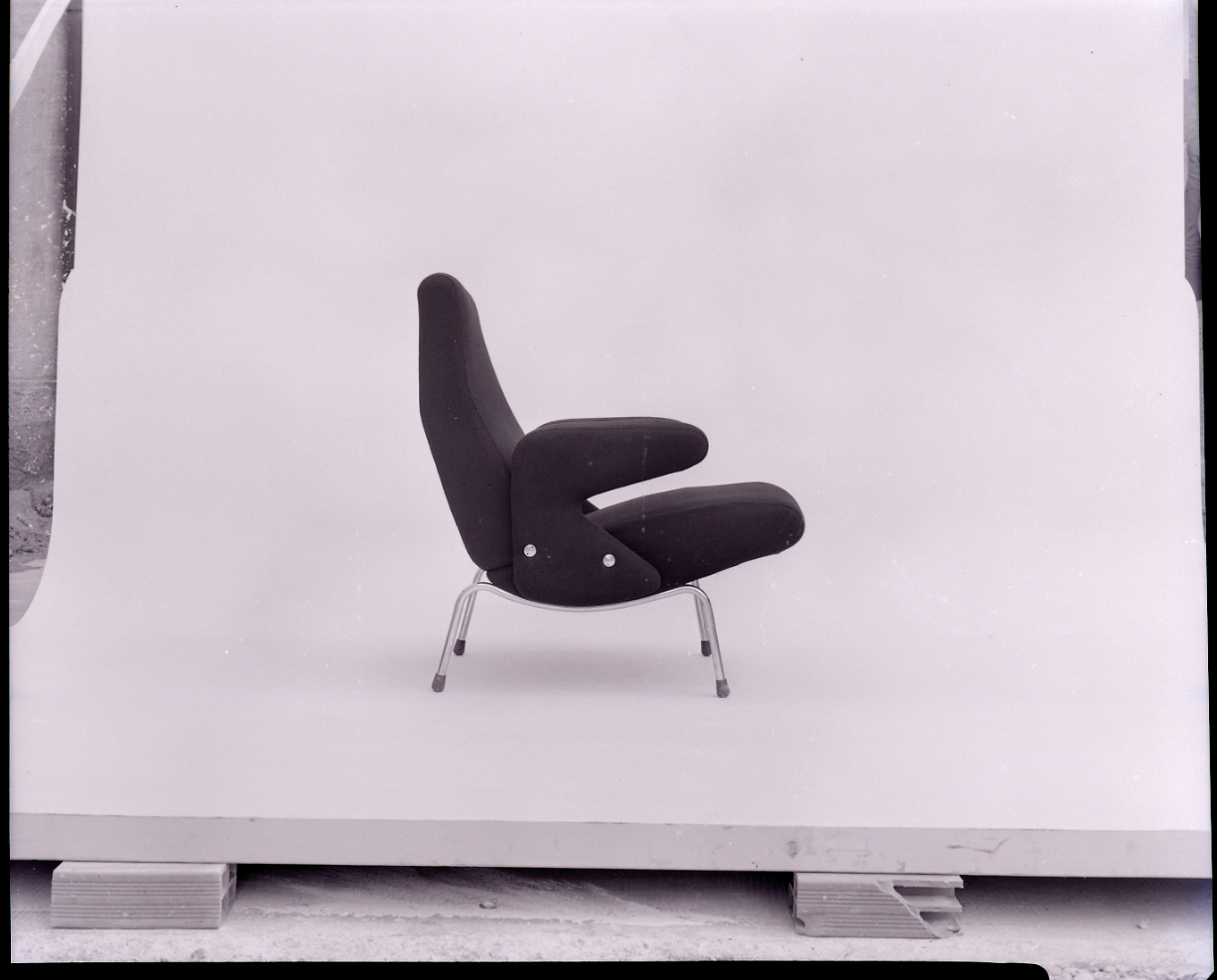
Fauteuil Delfino par Erberto Carboni.

Arflex a été fondée en 1948 à Milan par un groupe de techniciens de Pirelli: Aldo Bai, Pio Reggiani et Aldo Barassi. La production est basée dès le début sur l'utilisation de nouveaux matériaux de rembourrage (tel que les mousses et bandes élastiques produites par Pirelli). Après avoir été acquis par le groupe Seven Salotti, le président du groupe est devenu Pierantonio Colombo propriétaire de la nouvelle société mère.
L'entreprise a collaboré depuis sa formation avec l'architecte Marco Zanuso, qui a remporté en 1951 la médaille d'or de la IXe Triennale de Milan, avec le fauteuil Lady. Au fil des années, la collaboration entre Arflex et Zanuso a produit quatre autres médailles d'or à la Triennale (le canapé-lit Sleep, le fauteuil Martingale, le fauteuil Fourline et le canapé IXe Triennale).
En 1995, le groupe Seven Salotti ayant repris la marque, agrandit la production de design industriel en impliquant divers architectes comme Ettore Sottsass, Marco Zanuso et Cini Boeri.

## Designers
Parmi les designers qui ont travaillé pour l'entreprise:: 
- Franco Albini pour le fauteuil Fiorenza conçu en 1952.
- Erbero Carboni pour le fauteuil Delfino conçu en 1954.
- Joe Colombo qui produit Uomo-Donna en 1964.
- le studio BBPR
- Carlo Bartoli
- Cini Boeri qui obtient le prix Compasso d'Oro en 1979.

## Récompenses
Certains designers ont reçu des prix internationaux avec leur production réalisée pour Arflex tels que: Isao Hosoe (avec Dune, The Design Distinction Award en 1995), Hannes Wetstein, (avec Spline, le prix International Design Award en 2002) et Monica Graffeo (avec Mints, le Young & Design Award en 2004).
Les produits d'Arflex sont exposées au Museum of Modern Art de New York, dans la collection permanente de design de la Triennale de Milan, dans la conception permanente du musée de Ravenne et le fauteuil Fourline est présent sur un des timbres de la Poste italienne.

## À noter
- Entre 1951 et 1954, Arflex a également produit les sièges d'auto pour la Fiat Topolino en remplaçant les sièges standards par des sièges au dossier rabattable et déhoussables faits de mousse de caoutchouc et de bandes élastiques (conçu par Carlo Barassi).